# Dyspteris extremata
Dyspteris extremata là một loài bướm đêm trong họ Geometridae.